# Kostel svaté Anny (Křimov)
Kostel svaté Anny je římskokatolický kostel zasvěcený svaté Anně v Křimově v okrese Chomutov. Od roku 1963 je chráněn jako kulturní památka. Kostel uzavírá jižní okraj protáhlé návsi. Původně se okolo kostela nacházel hřbitov obehnaný zdí, který se používal do roku 1788.

## Historie

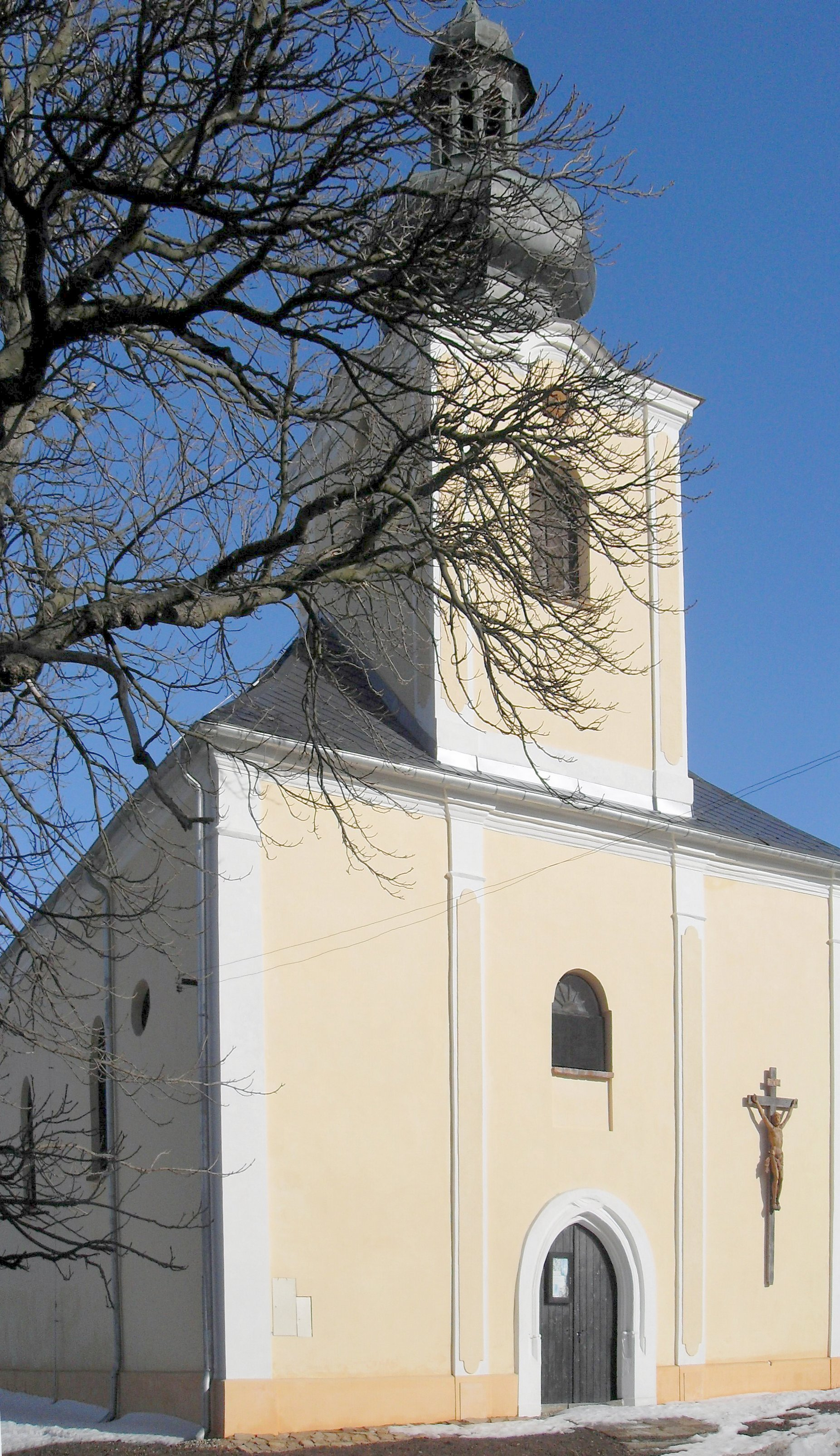
Průčelí kostela v Křimově

Farní kostel je v Křimově doložen před rokem 1361, kdy vesnice patřila řádu německých rytířů z chomutovské komendy.
Duchovní správci kostela sv. Anny do konce roku 2012 jsou uvedeni na stránce křimovské farnosti a od začátku roku 2013 na stránce chomutovského děkanství.

## Popis
Kostel jednolodní se čtvercovým presbytářem, ke kterému je ze severu přiložena sakristie. V severní zdi je zazděné ostění portálu. Podoba kostela vychází z pozdně gotické přestavby okolo roku 1530 a barokní přestavby z roku 1762. K pozdně gotickým prvkům lze řadit křížovou klenbu presbytáře, západní portál a ostění lomených oken. Ve stejném období vzniklo obranné patro, z jehož obranných prvků se dochovaly štěrbinovité střílny nad klenbou presbytáře a většinou zazděné klíčové střílny někdejšího patra lodi. Věž v západním průčelí vznikla až při úpravách v roce 1800.

## Vybavení
Uvnitř kostela se nachází pětice soch z 18. století, křtitelnice s cínovým víkem, nefunkční varhany a novodobý oltář se sochami na konzolách. Ve věži je umístěn zvon s reliéfem svatého Jana Nepomuckého z roku 1841.